# Ángel Zarzuelo de Cancio
Ángel Zarzuelo de Cancio, también conocido por su seudónimo Conde de Kenty (Ampudia, ?-Morata de Tajuña, 22 de julio de 1935) fue un sacerdote y periodista español, defensor del tradicionalismo.

## Biografía
Nació a mediados del siglo XIX en una familia castellana, hijo de Gaspar de Zarzuelo y de María de Alconada Cancio. De joven combatió en la tercera guerra carlista en el lado de Don Carlos. Ordenado sacerdote, posteriormente fue párroco de Robledo de Chavela, dedicándose al mismo tiempo al periodismo. Llegó a mantener amistad con el cardenal Cascajares, a quien defendió en una serie de artículos en la prensa.
Colaboró en publicaciones carlistas como La Tradición de Tortosa, El Cruzado de Castilla de Palencia, El Requeté de La Coruña, El Maestrazgo de Castellón, La Trinchera de Barcelona, ¡Volveré! de Valladolid, La Lucha de Murcia, La Fita de Sitges y El Cruzado Español de Madrid. En 1916 Domingo Cirici Ventalló lo citó como uno de los periodistas carlistas más notables.
Además de su labor sacerdotal y periodística, cultivó la poesía y la música, y en 1906 dedicó un pasodoble para piano a la esposa de Don Carlos, Berta de Rohan.
Por sus servicios a la causa legitimista, Don Jaime le otorgó la distinción de Caballero de la Orden de la Legitimidad Proscrita. Fue capellán del Asilo de Ancianos Desamparados de Morata de Tajuña hasta el año 1933, en que se jubiló.

## Obras
- Vida del Excmo. señor D. Gabriel García Moreno, restaurador y mártir de la tesis católica en el Ecuador (1889)
- Vida y diario de operaciones del heroico general carlista Don José Borges (fusilado en el reino de Nápoles por las tropas piamontesas) (Conde de Kenty, 1903)
- Pedradas y cristales rotos o Pintura joco-seria de la sociedad moderna para el folletín de El Correo Español (Conde de Kenty, 1906)[11]
- Los libre-vividores (segunda parte de Pedradas y cristales rotos), para el folletín de El Correo Español (Conde de Kenty, 1909)[12]

### Traducciones
- Los misterios de la francmasonería de Léo Taxil (1887)
- Confesiones de un ex-librepensador de Léo Taxil (1887)
- El Vaticano y los masones de Léo Taxil (1887)